# Battle (singolo)
Battle è un singolo del produttore discografico britannico Wookie inciso in collaborazione con il cantante Lain, pubblicato il 31 luglio 2000 come terzo estratto dall'album di debutto, l'eponimo Wookie.

## Descrizione
Il singolo è stato pubblicato dalle etichette discografiche S2S e PIAS Recordings in formato CD e vinile ed è stato il primo brano di successo del produttore discografico come artista principale, dopo aver raggiunto buoni riscontri in precedenza con remix di altri artisti come Sunshine di Gabrielle, affermandosi nel genere UK garage prospero in quel periodo. È stato scritto da Wookie insieme al cantante che ha prestato la voce per la realizzazione del brano, Lain.

### Accoglienza
Raggiunse già nella prima settimana di vendite il decimo posto della classifica ufficiale britannica dei singoli, diventando il brano di maggior successo della discografia di Wookie, entrando in classifica anche nei Paesi Bassi nel mese di settembre.
Il brano è stato particolarmente apprezzato dalla critica. In particolare, il periodico Music Week definì il brano "innovativo" e "distintivo", mentre Alexis Petridis del The Guardian, a distanza di diciannove anni, inserì il brano al  primo posto della lista delle "20 tracce garage migliori di sempre", affermando che "il testo sulla fede e sul superamento di una battaglia attinge dall'ottimismo dello stile gospel della prima chicago house. Potrebbe essere la risposta londinese degli anni duemila al brano Someday di CeCe Rogers, vantando una bellissima produzione espansiva ma sottile che passa attraverso gli archi, il basso, la batteria e infine al piano elettrico alla Stevie Wonder." L'emittente radiofonica londinese Capital Xtra ha inserito il brano al primo posto della lista "I migliori brani garage old school di sempre".

## Tracce
CD-Maxi (S2S 946.0002.22 (PIAS) / EAN 5413356560220)
1. Battle (Radio edit) – 3:32
2. Battle (Dobie Mix Part 1) – 5:46
3. Battle (M.J. Cole Mix) – 6:23

UK 12-inch single (S2SP001)
1. Battle (full mix)
2. Battle (M.J. Cole Mix)
3. Battle (Dobie Mix Part 1)

UK cassette single (S2SPMC001)
1. Battle (full mix)
2. Battle (M.J. Cole Mix)

European CD Single (PIASV 002 CDS, 946.0002.24.)
1. Battle (Radio edit)
2. Battle (Dobie Mix Part 1)

Australian CD single (019882)
1. Battle (Radio edit)
2. Battle (Dobie Mix Part 1)
3. Battle (M.J. Cole Mix)
4. Battle (full mix)

## Formazione
- Wookie - composizione (come Jason Chue), produzione
- Lain Gray - composizione, voce
- Ed Colman - ingegnere del suono
- John Davis - produzione
- Tomato - illustratore
- Takay - fotografia

## Classifiche
| Classifica (2000)                            | Posizione raggiunta |
| -------------------------------------------- | ------------------- |
| Regno Unito Official Independent Chart (OCC) | 1                   |
| Regno Unito Official Dance Chart (OCC)       | 2                   |
| Regno Unito Official Singles Chart (OCC)     | 10                  |
| Europa (Eurochart Hot 100 Singles)           | 38                  |
| Scozia                                       | 50                  |
| Paesi Bassi                                  | 81                  |